# 1-й гвардійський механізований корпус (СРСР)
1-й гвардійський механізований Віденський орденів Леніна і Кутузова корпус — оперативно-тактичне військове об'єднання в складі ЗС СРСР періоду Другої світової війни.

## Бойовий шлях
Формування корпусу, як 1-го гвардійського механізованого, розпочалось на підставі наказу НКО № 00220 від 22.10.1942 р. та Директиви заст. НКО № Орг/2/2510 від 24.10.1942 р. на базі виведеної зі складу Брянського фронту 1-ї гвардійської стрілецької дивізії (I формування). Формування корпусу відбувалося в Приволзькому військовому окрузі з 1 по 10 листопада 1942 року, дислокація — район Аткарськ — Татищеве. Для формування всіх 5 танкових полків корпусу були використані 4 танкові бригади (6-та, 40-ва, 137-ма, 182-га) і 2 окремих батальйони. Мотострілецькі підрозділи комплектувалися з колишніх стрілецьких полків, а інші підрозділи дивізії залишилися майже ті самі, частково отримавши нові номери.
23 жовтня 1942 року згідно з Директивою Ставки ВГК № 994275 корпус включений до складу 1-ї гвардійської армії. Брав участь у Середньодонській фронтовій наступальній операції (операція «Малий Сатурн») і Міллерово-Ворошиловградській наступальній операції (операція «Стрибок»).
Навесні 1943 року після важких боїв у складі 3-ї гвардійської армії, корпус був виведений у резерв. З його складу виведені окремі танкові полки, натомість включено 9-ту гвардійську танкову бригаду.
Наприкінці квітня 1943 року до складу корпусу увійшли 8 танків Т-34 з танкової колони «Воронезький колгоспник» (колону з восьми бойових машин воронезькі хлібороби придбали на особисті заощадження).
У діючій армії корпус перебував з 5 листопада 1942 по 8 листопада 1943 та з 22 грудня 1944 по 9 травня 1945 року. З двох з половиною років свого існування корпус брав участь у боях близько року. Особливих заслуг за цей час він не придбав, на відміну від своєї попередниці — дивізії, й до активу йому можна зарахувати лише дії при взятті Відня і бої на Дону.
У липні 1945 року корпус переформований у 1-шу гвардійську механізовану дивізію.

## Склад
- Управління корпусу
- 1-ша гвардійська механізована бригада
  - 18-й гвардійський танковий полк
- 2-га гвардійська механізована бригада
  - 19-й гвардійський танковий полк
- 3-тя гвардійська механізована бригада
  - 20-й гвардійський танковий полк
- 16-й окремий гвардійський танковий полк (до весни 1943)
- 17-й окремий гвардійський танковий полк (до весни 1943)
- 9-та гвардійська танкова бригада (з весни 1943)
- Гвардійський артилерійський полк (спочатку не було)
- 532-й окремий гвардійський винищувально-протитанковий артилерійський дивізіон
- Окремий гвардійський зенітний артилерійський полк
- 407-й окремий гвардійський мінометний дивізіон М-13
- Батарея управління начальника артилерії
- 60-й окремий гвардійський кулеметний батальйон
- Гвардійський навчальний батальйон
- Корпусні частини:
  - 75-й окремий гвардійський батальйон зв'язку
  - 54-й окремий гвардійський саперний батальйон
  - 40-й окремий ремонтно-відновлювальний батальйон (19.01.1945 переформований у 551-шу пересувну танкоремонтну базу і 552-гу пересувну авторемонтну базу)
  - 51-ша окрема гвардійська рота хімзахисту
  - 3-тя окрема автотранспортна рота підвозу ПММ (з 08.02.1944 — 114-та окрема автотранспортна рота підвозу ПММ, з 20.04.1945 — 809-та окрема автотранспортна рота підвозу ПММ)
  - Авіаланка зв'язку (з 07.05.1943)
  - 4-й польовий автохлібозавод
  - 1237-ма польова каса Держбанку
  - 2343-тя військово-поштова станція

## Командування

### Командир корпусу
- генерал-майор, з 07.06.1943 генерал-лейтенант Русіянов Іван Микитович (02.11.1942 — 06.1945).

### Начальник штабу
- полковник Кузенний Олексій Авксентійович (з часу формування).
- генерал-майор танкових військ Марков Петро Олексійович (07.04.1943 — 11.03.1944).
- гвардії полковник Креславський Михайло Менделейович (04.1944 — 06.1945).

### Заступник командира зі стройової частини
- полковник, з 07.06.1943 генерал-майор танкових військ Баскаков Володимир Миколайович (05.1944-09.1944).
- генерал-майор танкових військ Шапошников Матвій Кузьмич (з 09.11.1944).
- гвардії полковник Коваль Олександр Федорович (на 04.1945).

## Нагороди і почесні звання
- Віденський (Наказ ВГК № 085 від 17.05.1945) — за відзнаку в боях при оволодінні містом Відень.

- — дістався у спадок від 1-ї гвардійської стрілецької дивізії.

- (Указ Президії ВР СРСР від 05.04.1945) — за зразкове виконання завдань командування у боях з німецькими загарбниками при оволодінні містом Будапешт та виявлені при цьому доблесть і мужність.

## Герої Радянського Союзу
1. Баранов Василь Андрійович, гвардії капітан, командир 1-го мотострілецького батальйону 1-ї гвардійської мотострілецької бригади (Указ ПВР СРСР від 29.06.1945, посмертно).
2. Бачурін Федір Гнатович, гвардії лейтенант, командир танка 3-го танкового батальйону 9-ї гвардійської танкової бригади (Указ ПВР СРСР від 29.06.1945, посмертно).
3. Борисов Микола Денисович, гвардії рядовий, автоматник мотострілецького батальйону 2-ї гвардійської мотострілецької бригади (Указ ПВР СРСР від 29.06.1945).
4. Войтенко Іван Федорович, гвардії лейтенант, командир батареї 116-го гвардійського артилерійського полку (Указ ПВР СРСР від 31.03.1943).
5. Воронін Павло Мартинович, гвардії старшина, командир танку 18-го гвардійського танкового полку 1-ї гвардійської мотострілецької бригади (Указ ПВР СРСР від 29.06.1945).
6. Золкін Андрій Матвійович, гвардії єфрейтор, сапер-підривник 54-го окремого гвардійського саперного батальйону (Указ ПВР СРСР від 29.06.1945).
7. Кульнєв Андрій Митрофанович, гвардії старший сержант, командир взводу бронетранспортерів розвідувальної роти 2-ї гвардійської механізованої бригади (Указ ПВР СРСР від 29.06.1945).
8. Ластовський Максим Онуфрійович, гвардії старший сержант, помічник командира саперного взводу 54-го окремого гвардійського саперного батальйону (Указ ПВР СРСР від 29.06.1945).
9. Мінін Федір Іванович, гвардії старшина, командир бронетранспортера 2-ї гвардійської мотострілецької бригади (Указ ПВР СРСР від 29.06.1945).
10. Москальчук Григорій Мартинович, гвардії рядовий, кулеметник бронетранспортера 2-ї гвардійської мотострілецької бригади (Указ ПВР СРСР від 29.06.1945).
11. Позолотін Тимофій Семенович, гвардії підполковник, командир 17-го гвардійського танкового полку (Указ ПВР СРСР від 26.12.1942).
12. Сергеєв Микола Олександрович, гвардії майор, командир 20-го гвардійського танкового полку (Указ ПВР СРСР від 31.03.1943, посмертно).
13. Фокін Григорій Миколайович, гвардії старший лейтенант, командир роти важких танків 479-го танкового батальйону 6-ї танкової бригади (Указ ПВР СРСР від 05.11.1942).